# Landschaftsschutzgebiet Beekebachtal
Das Landschaftsschutzgebiet Beekebachtal mit etwa 39 ha Flächengröße liegt im Gemeindegebiet von Extertal in Nordrhein-Westfalen. Es wurde 2007 mit dem Landschaftsplan Nr. 5 Extertal durch den Kreistag des Kreises Lippe erstmals als Landschaftsschutzgebiet (LSG) ausgewiesen.

## Beschreibung
Das LSG umfasst das Talsystem der Beeke. Im LSG gibt es naturnahe Abschnitte und Biotope, aber auch zahlreiche Fischteiche, Begradigungen und angrenzende gärtnerische Nutzung im Bereich von Asmissen-Kreuzweg. In Bösingfeld beginnt das LSG an der ehemaligen Bahntrasse der Extertalbahn im Bereich des früheren Bahnhofs. Hinter dem Bahndamm, außerhalb des LSG mündet die Beeke in die Exter (Weser). Der nördliche Bach beginnt in einem Kerbtal mit naturnahen Quellbereichen. An den Talhängen stehen hier alte Buchen. Danach wird die Bachaue überwiegend als Grünland genutzt. Im Bereich Jägerborner Weg liegen mehrere Fischteiche aneinandergereiht in der Aue und am Beekebach. An den Fischteichen gibt es einzelne Wasserpflanzen und Erlenufergehölz. Östlich der Teiche ist ein kleiner Auenwaldrest erhalten. Selbst m Bereich der Siedlungen mäandriert der Bach und wird von einem geschlossenen, alten Ufergehölzsaum begleitet. Im Bereich Asmissen-Kreuzweg steht ein vernässter Pappelbestand, der eine artenreiche Krautschicht aus Auenwaldarten aufweist. Davon getrennt liegt der südliche namenlose Bach im LSG. Am Bach steht zunächst beidseitig und später einseitig ein Ufergehölzsaum. Kurz vor dem Ende an der Barntruper Straße liegt am Bach ein schmales Feldgehölz aus alten bis mittelalten Laubhölzern. Im Feldgehölz stehen auch drei sehr alten Eichen und eine alte Hainbuche.

## Schutzzwecke für das LSG
Laut Landschaftsplan erfolgte die Ausweisung des LSG:
- „zur Erhaltung und Wiederherstellung der Leistungsfähigkeit des Naturhaushaltes in ökologisch besonders wertvoll strukturierten Bereichen mit Wasser-, Klima- und Biotopschutzfunktionen,“
- „zur Erhaltung und Wiederherstellung von Quellbereichen und naturnahen Fließgewässern, Grünland, Kalkhalbtrockenrasen und naturnahen Waldbereichen unter schiedlicher Feuchtestufen, Feldgehölzen, Hecken und Obstwiesen,“
- „zur Erhaltung morphologisch ausgeprägter Bereiche zur Sicherung der landschaftlichen Eigenart und Vielfalt für die Erholung,“
- „zur Erhaltung wertvoller Biotopkomplexe aus Wald-Grünlandbereichen, Fließgewässern und Quellen sowie Biotopen nach § 62 LG mit wichtigen Refugial-, Puffer-, Trittstein- und Vernetzungsfunktionen,“
- „zur Erhaltung und Wiederherstellung wichtiger Rückzugsräume für die bedrohte Tier- und Pflanzenwelt,“
- „zur Sicherung von kulturhistorisch bedeutsamen Landschaften, z. B. Terrassenkulturlandschaften,“
- „zur Sicherung der das Orts- und Landschaftsbild gliedernden und belebenden und die dörflichen Siedlungsstrukturen prägenden Freiraumelemente.“[1]